# Niels Fredborg
Niels Christian Fredborg (ur. 28 października 1946 w Odder) – duński kolarz torowy, trzykrotny medalista olimpijski oraz pięciokrotny medalista mistrzostw świata.

## Kariera
Specjalizował się w wyścigu na 1000 metrów ze startu zatrzymanego. W igrzyskach brał udział czterokrotnie, debiutował jako siedemnastolatek w Tokio w 1964. Na kolejnych olimpiadach w swej koronnej konkurencji zdobył trzy medale - po jednym w każdym kolorze. Był także mistrzem świata amatorów (1967, 1968, 1970). W latach 1976–1980 startował w gronie zawodowców.

## Starty olimpijskie (medale)
Meksyk 1968
- 1000 m ze startu zatrzymanego –  srebro

Monachium 1972
- 1000 m ze startu zatrzymanego –  złoto

Montreal 1976
- 1000 m ze startu zatrzymanego –  brąz